# St. Maximin (Antweiler)

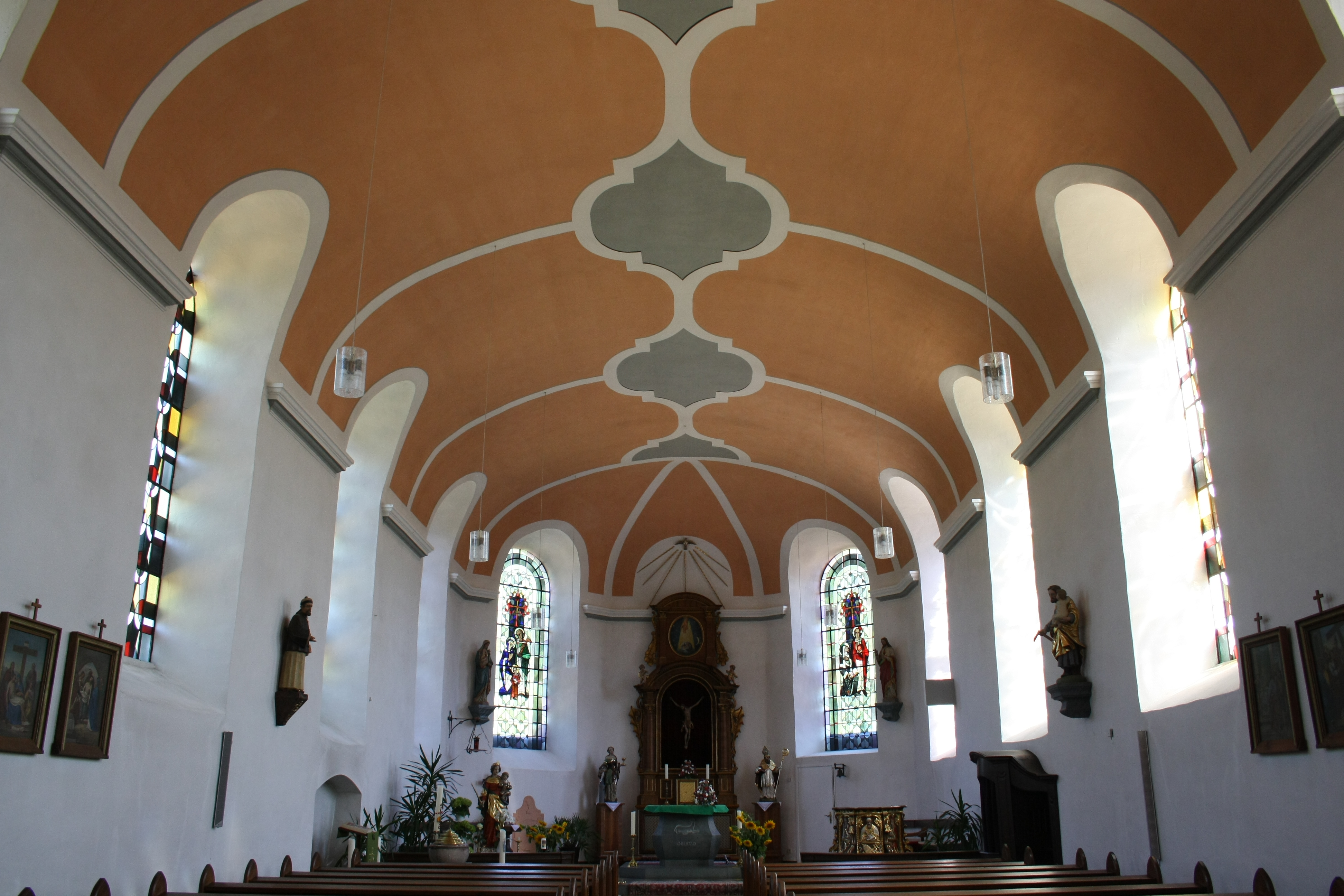
Kirche St. Maximin in Antweiler

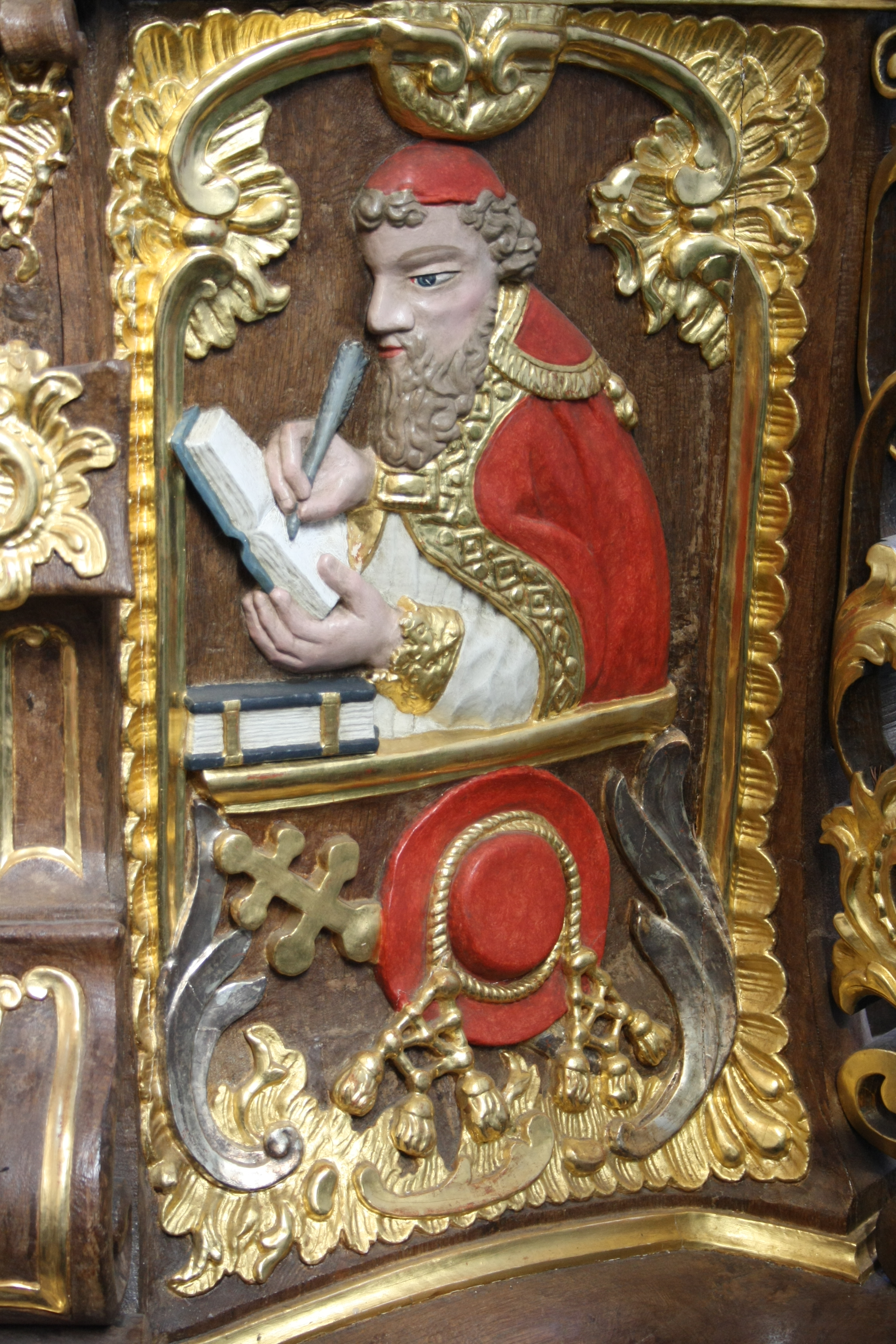
Detail der Kanzel mit dem heiligen Hieronymus

Die katholische Pfarrkirche St. Maximin in Antweiler, einer Ortsgemeinde im Landkreis Ahrweiler in Rheinland-Pfalz, wurde im 18. Jahrhundert errichtet und nach den Zerstörungen während des Zweiten Weltkriegs teilweise erneuert.

## Geschichte
Die dem heiligen Maximin von Trier, einem in Frankreich gebürtigen Erzbischof (329–346) von Trier, und der heiligen Barbara als zweiter Kirchenpatronin geweihte Kirche hatte einen Vorgängerbau, der auf einer Anhöhe oberhalb des bestehenden Pfarrhauses stand. Die heutige Kirche wurde am 11. Oktober 1762 von Dechant Heinrich Cazzuola eingeweiht und um 1887 umfassend renoviert. Die Bombenabwürfe am Ende des Zweiten Weltkriegs zerstörten den alten Turm des vierachsigen Saalbaus und die 1912 angefertigten Bleiglasfenster.

## Architektur
Im Jahr 1958 wurde die nach dem Krieg notdürftig renovierte Kirche um eine Achse verlängert und ein markanter hoher Turm aus Beton angefügt. Er wurde nachträglich mit Schiefer verkleidet und mit einem spitzen Dach versehen. So kontrastiert der alte Teil, ein verputzter Bruchsteinbau mit vier Achsen und Rundbogenfenstern und einem dreiseitigen Schluss mit angebauter Sakristei, mit dem modernen Turm und dem Eingangsbereich aus Beton. Die Eingangstür wurde 1967 von dem Adenauer Künstler Georg Gehrig aus Bronze geschaffen.